# Serta

Serta — американская компания, специализирующаяся на производстве матрацев. Штаб-квартира расположена в Иллинойсе. Основана в 1931 году тринадцатью производителями матрацев, которые стали работать под именем Serta.
По состоянию на 2010-е годы под маркой Setra в мире под этим именем работают 8 лицензиатов. Крупнейший её лицензиат - National Bedding Company (которой принадлежит 20 из 27 заводов Serta) управляется компанией Serta International начиная с 2004 года.
Serta является вторым по величине брендом по производству матрацев в США, после Sealy, и предлагает два основных вида матрацев — латексные и пружинные.
В России матрацы Serta с 2007 года производятся на фабрике компании «Аскона».
В рейтинге «7 лучших постелей в отелях», составленном Luxe City Guides, на первом и на третьем месте находятся постели с матрасами Serta — в отелях Bowery в Нью-Йорке и Sofitel Watertower в Чикаго.